# Myxoderma
Myxoderma is een geslacht van zeesterren uit de familie Zoroasteridae.

## Soorten
- Myxoderma acutibrachia Aziz & Jangoux, 1984
- Myxoderma longispinum (Ludwig, 1905)
- Myxoderma platyacanthum (H.L. Clark, 1913)
- Myxoderma qawashqari (Moyana & Larrain Prat, 1976)
- Myxoderma sacculatum (Fisher, 1905)